# Neuengasse
Die Neuengasse ist eine in der Stadt Bern (Schweiz) gelegene Strasse. Sie verbindet den Bahnhof Bern mit dem Waisenhausplatz, parallel zur Spitalgasse (südlich) und zur Aarbergergasse (nördlich).

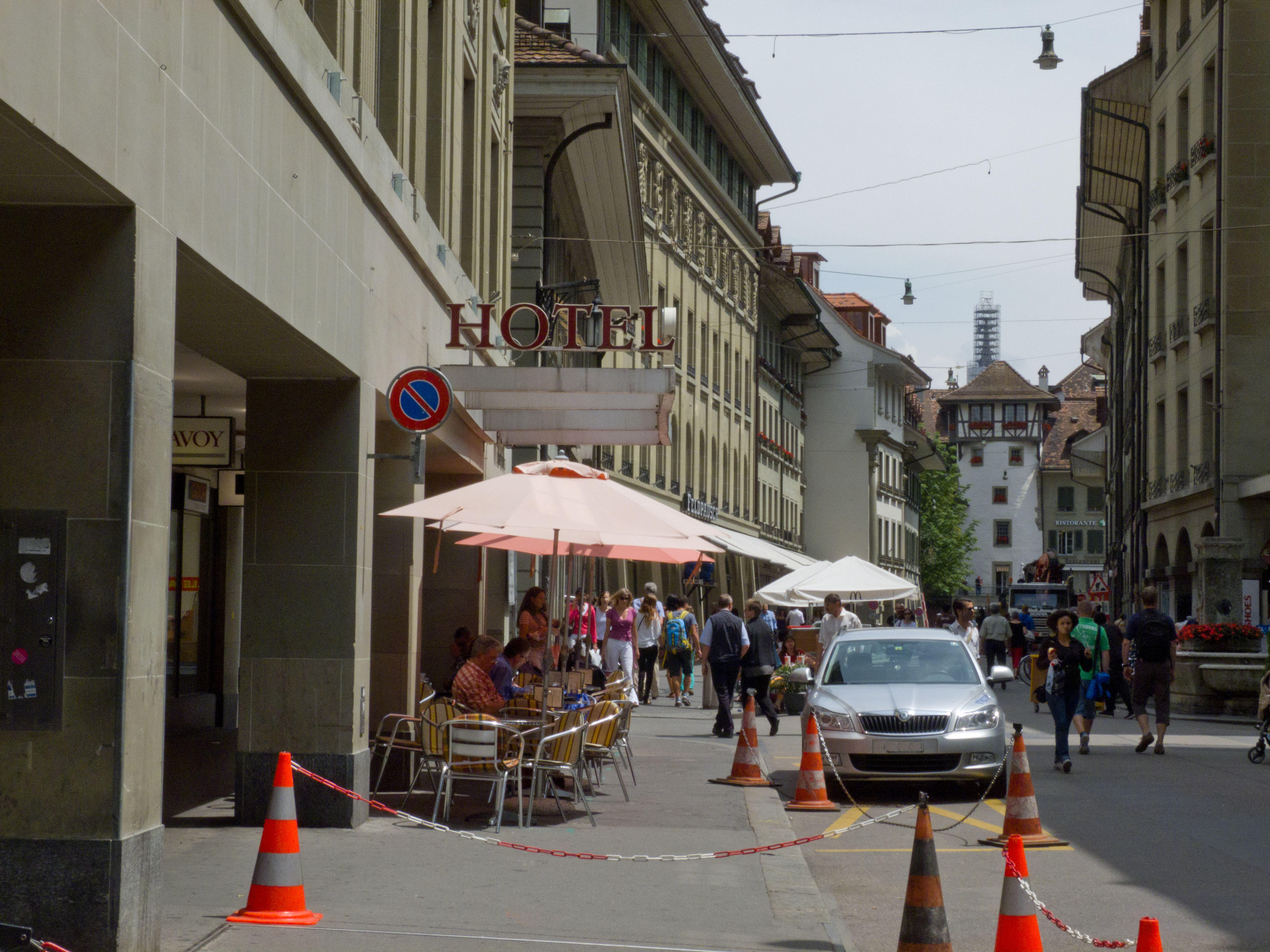
Neuengasse Bern mit dem Holländerturm, eine belebte Fussgängerzone

## Lage
| zur Spitalgasse | zur Aarbergergasse                                                                              |
| --- | ----------------------------------------------------------------------------------------------- |
| - Karl-Schenk-Passage (bei Nr. 7) - Spitalgass-Passage (bei Nr. 15) - Ryffligässchen (bei Nr. 23/25) - Von-Werdt-Passage (bei Nr. 41) | - Neuengass-Passage (vor Nr. 20) - Ryffligässchen (bei Nr. 24/26) - Genfergasse (bei Nr. 40/44) |

Die Neuengasse mündet im Westen ins Bollwerk, wobei kurz davor von Nordwesten noch die Genfergasse in die Neuengasse einmündet. Im Osten endet sie auf dem Waisenhausplatz beim Holländerturm. Ungefähr in der Mitte kreuzt das Ryffligässchen, welches schon oft den Namen gewechselt hat, die Strasse.
Es gibt in den Häuserblocks zwischen der Spitalgasse und der Neuengasse drei Passagen. Dies sind östlich des Ryffligässchens die Karl-Schenk-Passage und die Spitalgass-Passage, westlich die Von-Werdt-Passage.
Seit dem Neubau des Bahnhofs Bern 1974 befindet sich am östlichen Ende der Neuengasse ein Abgang in den Bahnhof. Die Neuengass-Unterführung wurde aber schon am 21. November 1965 im Zusammenhang mit der provisorischen Eröffnung des Tiefbahnhofes der SZB (heute RBS) in Betrieb genommen, damals aber noch ohne Verbindung zum restlichen Teil des Bahnhofes.
Die Strasse ist verkehrsberuhigt. Das kurze Stück zwischen Genfergasse und Bollwerk ist sogar ausschliesslich für die Fussgänger reserviert.

## Geschichte
Die nach dem Bau der vierten Stadtbefestigung (1346) angelegte Gasse hiess von Anfang an Neuengasse (französisch: Rue Neuve). Wie die drei anderen hinteren Gassen des letzten mittelalterlichen Ausbauquartiers macht sie eine gestreckte S-Schwingung. Sie war keine Ausfallstrasse, sondern endete bis zur Auffüllung des Tachnaglergrabens 1528 an diesem. An diesem äusseren Ende befand sich bis 1830 ein namenloser Wachturm des vierten Westgürtels zwischen Christoffel- und Golatenmatttor. Mit dem Abbruch des Wachturms wurde die Strasse durchgängig und endete damals an der Einmündung des Bollwerkes auf den zukünftigen Bahnhofplatz. Im Jahr 1914 wurde die Neuengasse asphaltiert.
Ab 1900 bis zu seinem Tod 1931 führte das Berner Stadtoriginal Coiffeurmeister Karl Tellenbach, als Dällebach Kari bekannt, seinen eigenen Haarkunstsalon an der Neuengasse 4.

## Bebauung
Die Bebauung war nie einheitlich. Dies ist auch an den uneinheitlichen Lauben auf der Südseite (Schattenseite) erkennbar. Die Nordseite hat nur vereinzelt Lauben.
1927 bis 1929 haben hier Widmer & Daxelhoffer einen Komplex erbaut (Nr. 26–30), bestehend aus dem Ryfflihof und dem Hotel Savoy. Der Ryfflihof war eines der ersten grossen Warenhäuser der Stadt Bern.

## Bauwerke
Die Hausnummer 20–22 wurde 1912 erbaut. Für das «Bürgerhaus» mit Restaurant wurde 1912 ein Wettbewerb ausgeschrieben. Zur Ausführung kam das 3. prämierte Projekt von Zeerlender & Bösiger. Der Bauherr war die AG Bürgerhaus Bern. Der Bau ist im neuklassizistischen Stil gehalten. Zwischen den Fenstern im dritten Stock befinden sich friesartig angeordnete Jugendstilkartuschen mit plastischen Handwerkeremblemen.
Die Hausnummern 39–41 wurden 1904 erstellt. Die im malerischen Jugendstil mit zwei leicht vorspringenden Erkern gehaltenen Gebäude wurden aus sichtbaren Hausteinen gebaut. Sie enthalten die zur Spitalgasse (Nr. 36) führende Von-Werdt-Passage. Verantwortliches Architekturbüro für die Nummer 39 war Bracher & Widmer, für die Nummer 41 war es Klauser & Streit. Der Bauherr war der SBB-Ingenieur Armand von Werth.

### Neuengassbrunnen

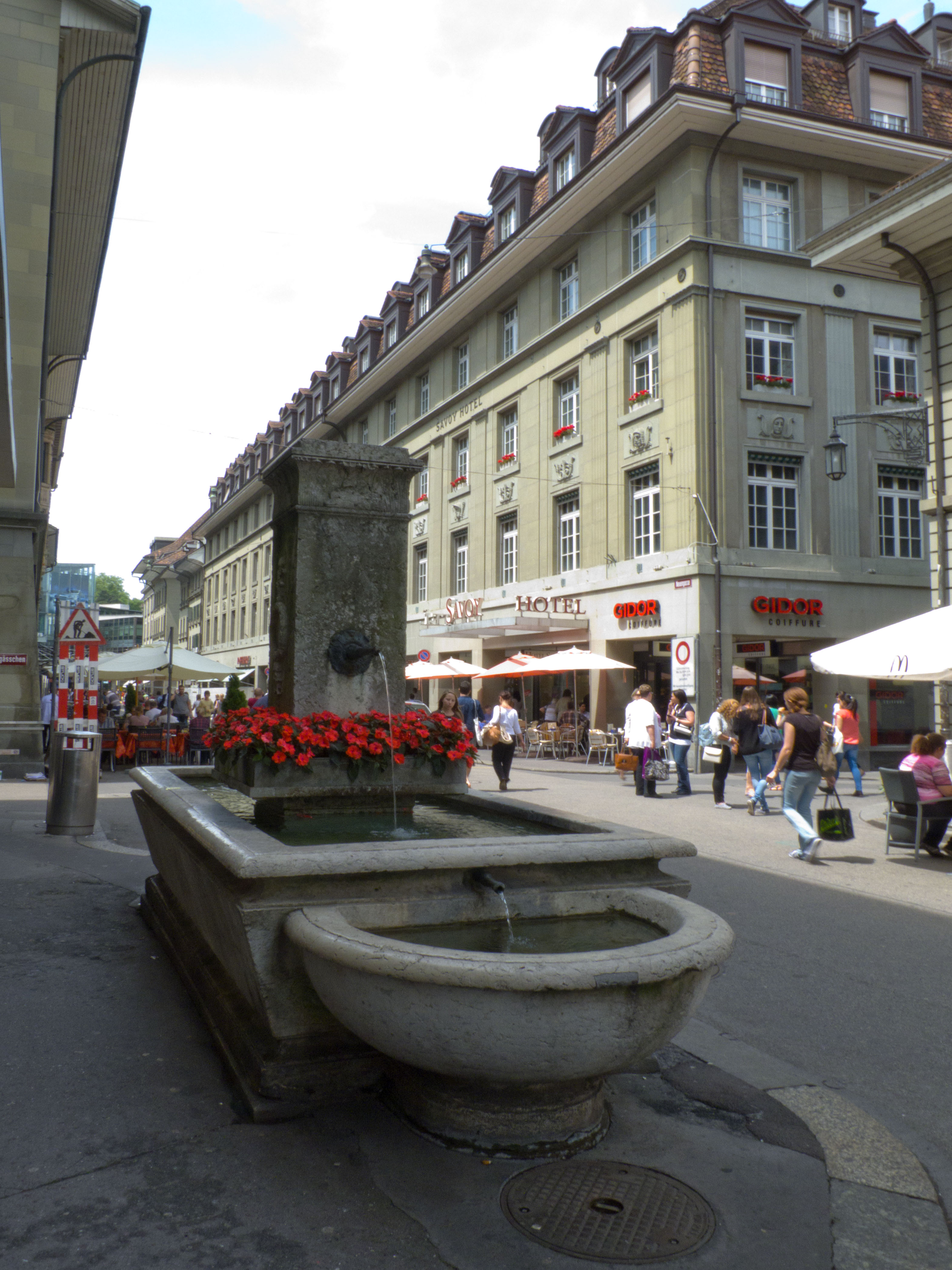
Mittlerer Neuengassbrunnen

In der Neuengasse wurden im 19. Jahrhundert zwei nichtfigürliche Brunnen im spätklassizistischen Stil aufgestellt.
Der westliche bzw. obere Neuengassbrunnen war schon bei der Planung des zukünftigen Bahnhofplatzes 1835 vorgesehen. Er wurde 1838 erbaut, dabei kam das Becken zum Einsatz, das bereits 1829 nach einem Entwurf von Ludwig Samuel Stürler hergestellt worden und ursprünglich für den nicht gebauten Brunnen auf dem Platz der Heiliggeistkirche vorgesehen war. Auf einer ovalen Bodenplatte mit geschlitzten Tragkonsolen ruhte das Monolith-Wannenbecken. Darauf stand der Vierkantpfeiler mit der Datumsinschrift 1838. Das Becken und der Brunnenstock waren aus weissem Solothurner Muschelkalk. An der Nordwestseite befand sich ein Tierbrünnlein. Der Brunnen wurde 1964 im Zusammenhang mit dem Bau der Neuengass-Unterführung abgebaut.
Der mittlere Neuengassbrunnen steht auf der Südseite stadteinwärts beim Ryffligässchen. Er wurde 1842/43 errichtet. Der Brunnen wurde von Urs Bargetzi in Solothurn hergestellt. Er besteht aus einem langrechteckigen Monolithbecken mit stirnseitig angebrachten halbrunden Nebenbrunnen. Das Hauptbecken und die Nebenbecken sind aus dem gleichen Stück gearbeitet, es gilt als das längste monolithische Brunnenbecken in der Stadt Bern. Der Haupttrog trägt die Jahreszahl 1843. Der Vierkantpfeiler in der Mitte besitzt zu den beiden Längsseiten zum Becken stark erhabene Blattkränze. Im Kranzgesims sind Delfine mit eingearbeitet. Das Becken und der Brunnenstock sind aus Solothurner Muschelkalk. Der Brunnen ist heute noch in Betrieb.